# 满洲教育专门学校
满洲教育专门学校（日语：満州教育専門学校）是满铁在奉天满铁附属地（今中国辽宁省沈阳市和平区）设立的培养小学师资的师范学校:107，其旧址位于中国辽宁省沈阳市和平区南一马路100号，建筑现由东北育才学校使用。该学校成立于1924年，学制为3年，入学资格为中学毕业。首任校长为时任满铁学务课长保保隆矣。该学校毕业生共有7届，计231人。满铁为了节约经费而在1933年3月关闭了该学校。该学校主张革新的教育方式，培养出的教师也在小学中进行了一些教育改革。

## 概况

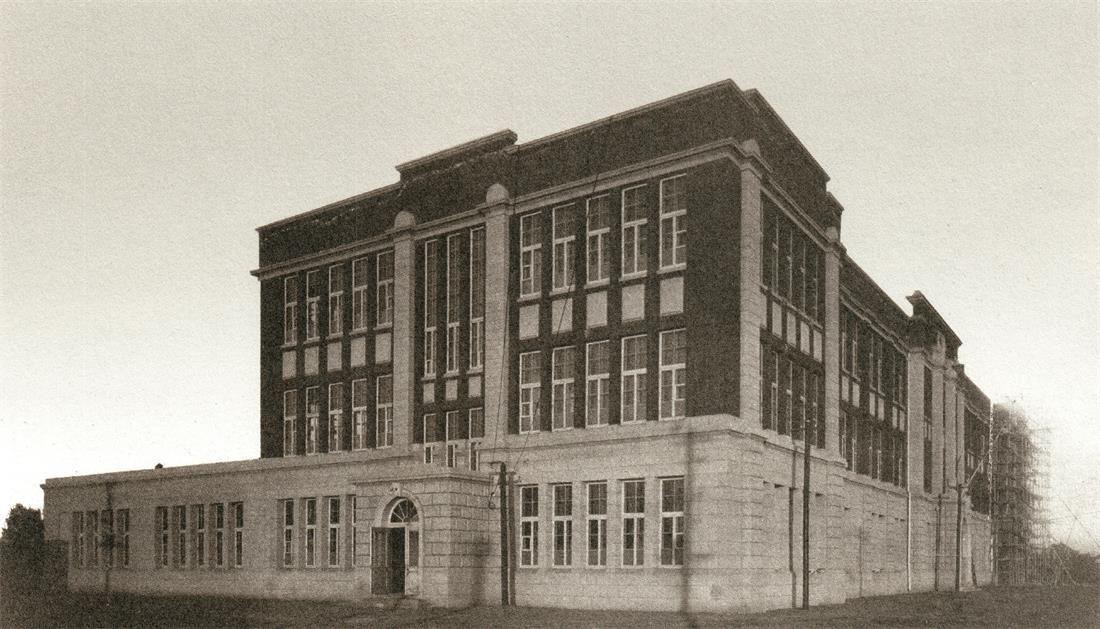
接近完工时的满洲教育专门学校校舍

满洲教育专门学校成立于1924年，关闭于1933年，共培养了7届毕业生，231人。该学校是满洲国建立之前在满洲唯一的培养日本人教师的组织。:249
1924年9月建校时，校舍位于关东州大连儿玉町。1926年奉天满铁附属地桂町的校舍完工，学校迁移到奉天，当时学生有120名。:529:125
首任校长保保隆矣以“自由”“进取”为格言，追求与已有师范教育制度不同的革新教育，他在学校里公开表示对已有师范教育的否定。当时教专的教师有植物学家大贺一郎、文学评论家、哲学家唐木顺三、体育学家斋藤兼吉、音乐家村冈祥太郎等。历任校长3人中2人为东京大学出身，教授、讲师51人中东京大学出身者9名，京都大学出身者11名；大部分教师都是日本或其他国家名校毕业。:43
任职于满铁的保保主张适应当地情况，认为出生于满洲的人也应该决心埋骨于满洲，反对内地延长主义。满铁和关东厅合办“南滿洲教育会教科書編輯部”为当地日本人编制教材，在教材中不使用满洲所无的日本风物。
保保等人所推行的相对独立、革新的教育并未能长期施行。成立于1924年的满洲教专也因为经费消耗过多而被满铁在1933年关闭。而保保本人也在1928年左右离开了满铁，回到日本内地。满铁将满洲教专改组为教育研究所，仍然在原校舍办公。:175
1938年，随着满铁附属地的行政权转交给满洲国政府，满铁附属地的学校教师也不再是满铁的社员。编写教材的组织也被日本大使馆教务部合并。此后满洲的日本人学校所用的教材也服从内地延长主义，变得内容与日本内地一致、思想军国主义化。

### 学制
学制为三年，每年4月1日开学，每届招收学生40名，分为二科四部：文科一部专攻国语、汉文；文科二部专攻地理、历史；理科一部专攻博物、动植物；理科二部专攻物理、化学、数学。每部每届招生限额10名。:288,289
学校给付所有在校生每人奖学金30日元，毕业后以优厚待遇（高于日本当时大学毕业生水平）由满铁附属地的小学校聘用。满铁不仅免除入学金、授课费用，在需要野外实习时允许免费乘坐满铁列车。:289
满洲教专尽管以不落于日本常规师范教育俗套为教育方针，学校本身仍是符合日本专门学校令的学校。学生毕业时即获得满铁社立中等学校教师资格，然而如果要在日本内地从事中等学校教师工作的话，仍需通过文部省的检定考试。:126

## 教专学员施行的教育

### 附属小学

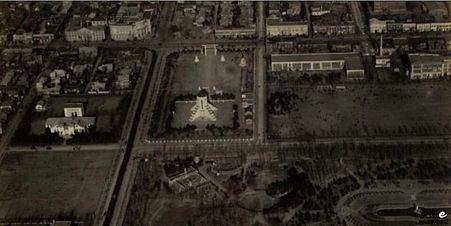
图中右上¬形建筑为满洲教育专门学校附属小学校舍

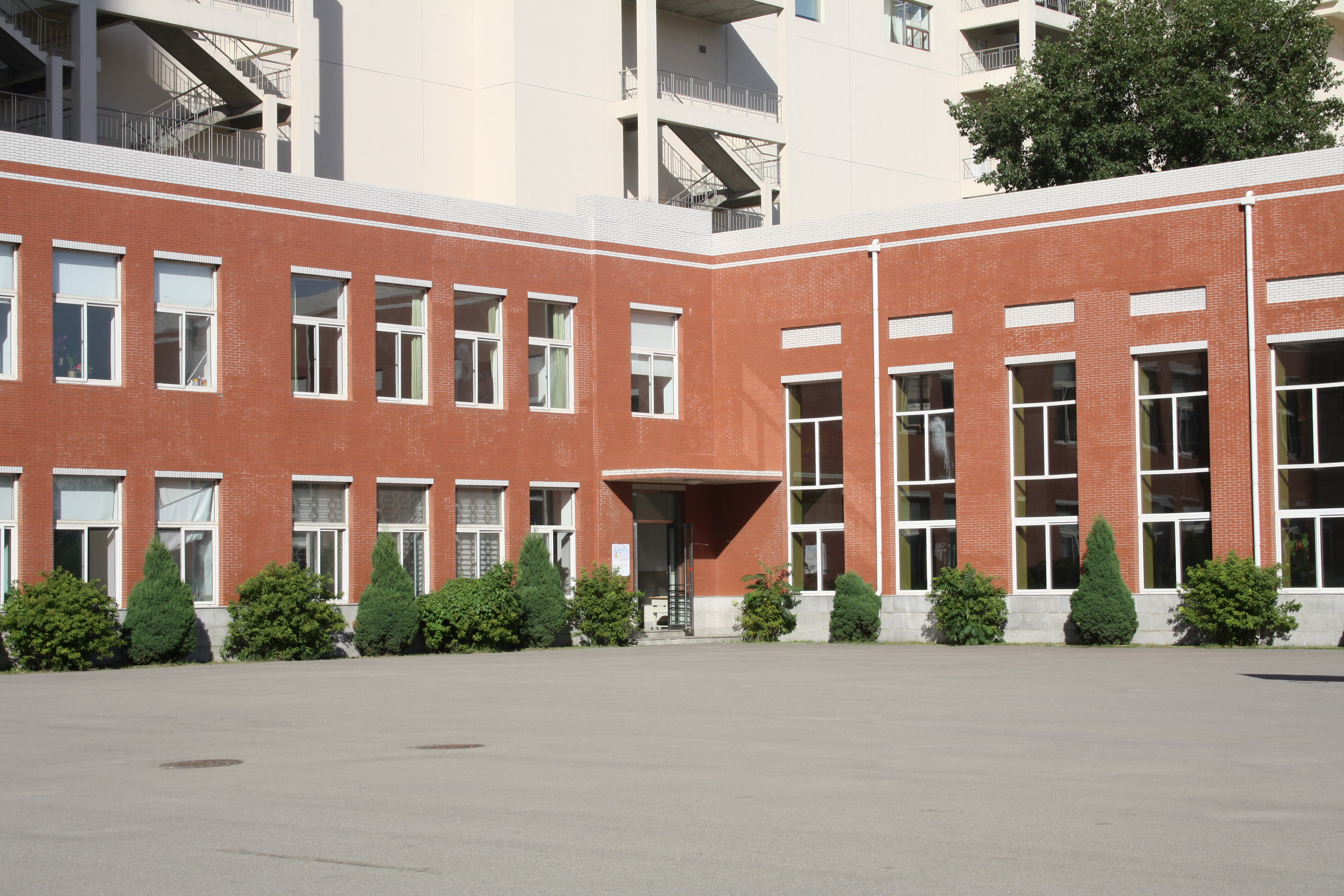
作为东北育才学校西教学楼存在的原满洲教专附小校舍，2009年

该学校有一个附属小学，即满洲教育专门学校附属寻常高等小学校，是东北育才学校的前身之一。创设时学生几乎都是原就读于其他小学的学生经考试选拔而来，创设当时有职员9名，学生218名，但创立后即改为学区制，不再以考试选拔入学:65。1932年12月时，该小学有职员26名，学生838名。满洲教专撤销之后，1933年4月1日，该小学改名为千代田小学。:41校舍为砖砌2层建筑。:65
学校重视培养全面的素质：音乐方面，从小学一年级起即使用五线谱授课，使用大型留声机进行音乐鉴赏的训练；体育方面，至少教授了单杠、鞍马、双杠、吊环、丹麦式体操、跳远、马拉松、拳击、滑冰、手球、足球、橄榄球、垒球等项目；美术方面，从小学一年级起就有石膏像素描的练习。:44
教专附小还设置有特殊班级：为身心有障碍的学生设有“补助班级”，为体质虚弱的学生“养护班级”。这在当时的日本内地也是少见的。:44
学校的设施也较先进，例如可以令每名学生单独使用一台显微镜的理科教室，设置有电动圆盘锯、线锯机、车床等工作机械的工作室，乃至图画教室等。其完备程度远胜当时日本国内普通的小学。:45

#### 优良儿教育
日本在1890年已经有针对学习能力较差的学生设立的特殊班级，但较长时间内在特殊教育上主要关注劣等儿，而非优良儿。但当时的先进国家已经较普遍地有了针对优良儿的教育。日本国内最早的英才教育始于1918年。:45,46
而满洲教专附小在1927年设立时即开展了优良儿教育。其中满洲教专第4期毕业生、青年教师宫武城吉采用的教育方法是在低学年让学生大量阅读，中学年之后再开始写作的教育。不仅培养学生大量阅读，还教授速读技巧。而附小的学生在4年级起就能够进行自由研究，写出了总计1500页的报告。在征得家长同意的情况下，学校对小学生进行英语和德语的教育。这样的教育培养出了文学家安部公房和日本银行总裁三重野康等许多人才。:46,47

### 加茂小学

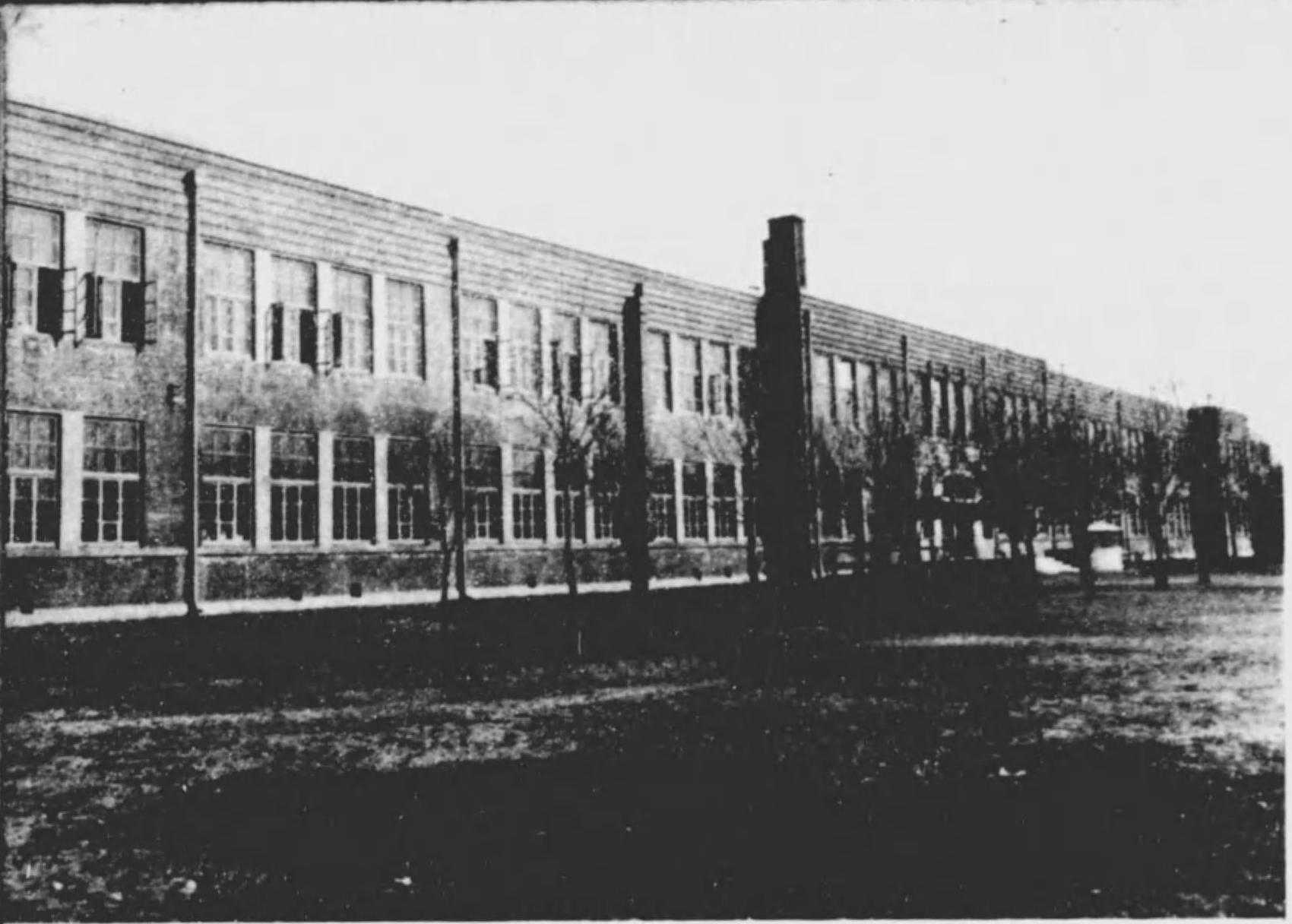
1930年代的加茂小学

1930年，位于奉天满铁附属地的加茂小学校成立。为了实行英才教育，其教员几乎全都采用满洲教专的毕业生。当时学校采用了各种试验性的教学手段，例如令每5、6名学生共同使用一张圆形的课桌，在体育课中教授橄榄球、具有节律的丹麦式体操等新内容，基本全部使用教师自己编写的教材。学校鼓励学生跳级，废除了具有军队色彩的朝会，不设班长、副班长职务。学校认为毛笔教育落后于时代，故而教授书写时仅使用硬笔，甚至受到家长的抗议。

## 读书活动
满洲教专有一个名为教专读物调查会的组织。该组织曾在满铁奉天图书馆的期刊《书香》中撰文为儿童推荐书目。1929年11月起，奉天图书馆馆长卫藤利夫每两周一次为教专学员做“图书馆讲座”，并令他们在图书馆实习。同样在1929年，由满洲教专、奉天各日本人小学的负责人、图书馆负责人组成了“奉天儿童读物调查会”，达成协议，自1929年冬季起，由小学来确定图书需求，由图书馆负责供给。同年，由教专的老师为儿童选定、由满铁奉天图书馆购置的图书达到了可观的数量，馆方为此专设了“母子读书室”（日语：母と子の室）。母子读书室位于图书馆玄关附近，不仅有大量的儿童读物，也为母亲准备了适于妇女的读物。:3,4